# ادوین یاکوب
ادوین یاکوب (انگلیسی: Edwin Jacob; ۱۰ آوریل ۱۸۷۸ – ۳ دسامبر ۱۹۶۴) قایقران، و قایقران قایق بادبانی اهل بریتانیا بود.